# Antonio Leigh-Smith
Antonio Gustav Gottlieb Leigh Smith, kaldet Leigh-Smith (født 26. december 1848 på Eskemosegård i Birkerød Sogn, død 13. april 1905 i København) var en dansk nationaløkonom, officer og konsul.

## Karriere
Leigh-Smith var søn af jægermester, cand. jur. Michael Frederik Gustav Smith til Rudbjerggård (24. maj 1816 - 9. juni 1893) og Emma Eleonore Henriette født Tichy (1. juli 1826 - 11. august 1892). Han blev student fra Sorø Akademi i 1866, det følgende år reserveofficersaspirant i artilleriet og 1872 premierløjtnant ved 2. Artilleriregiment og 1873 ved 1. Artilleribataljon. Da hans onkel, general Waldemar Raasløff i 1874 udsendtes til Østasien, ledsagede han denne som sekretær og benyttede lejligheden til at sætte sig ind i handels- og skibsfartsforholdene derovre. Efter sin hjemkomst i 1876 blev han ansat ved 1. Artilleriregiment, 1877 ved Tøjhusafdelingen og 1880 ved 2. Artilleriregiment. Samtidig studerede han nationaløkonomi og tog i 1880 statsvidenskabelig eksamen. I det følgende år trådte han uden for nummer i artilleriet og overtog redaktionen af Fædrelandet. Efter at bladet var gået ind (1882), tog han sin afsked fra artilleriet (1883) og levede nogle år på landet, sysselsat med nationaløkonomiske studier. I 1884 blev han kaptajn i artilleriets forstærkning og arbejdede fra 1889 som medhjælper i Rigsarkivet. 1896 udnævntes han til udsendt konsul i Shanghai og fik afsked 1903. Leigh-Smith blev 3. november 1900 Ridder af Dannebrog og bar også Dobbelte Drageorden og var Ridder af Nordstjerneordenen. Han døde 13. april 1905 og er begravet på Garnisons Kirkegård.

## Forfatterskab
Leigh-Smith har særlig beskæftiget sig med kreditspørgsmålet, og en frugt af hans studier i denne retning er hans i 1892 udkomne fremstilling af Landbrugets Kreditinstitutter i Sverige, indeholdende en kyndig og omhyggelig redegørelse for Hypotekbankens virksomhed; men han har også syslet med andre emner, hvorom forskellige tidsskriftsartikler bærer vidnesbyrd, således om handelsforholdene i Østasien, om arbejderforsikring og arbejdsgivernes organisation, om ølskatten og om engelske landbrugstilstande. Han var bidragyder til 1. udgave af Dansk Biografisk Leksikon.
Leigh-Smith er fotograferet af G.P. Jacobsen og 1902 af Sophus Juncker-Jensen (Det Kongelige Bibliotek).